# Monte Giordano

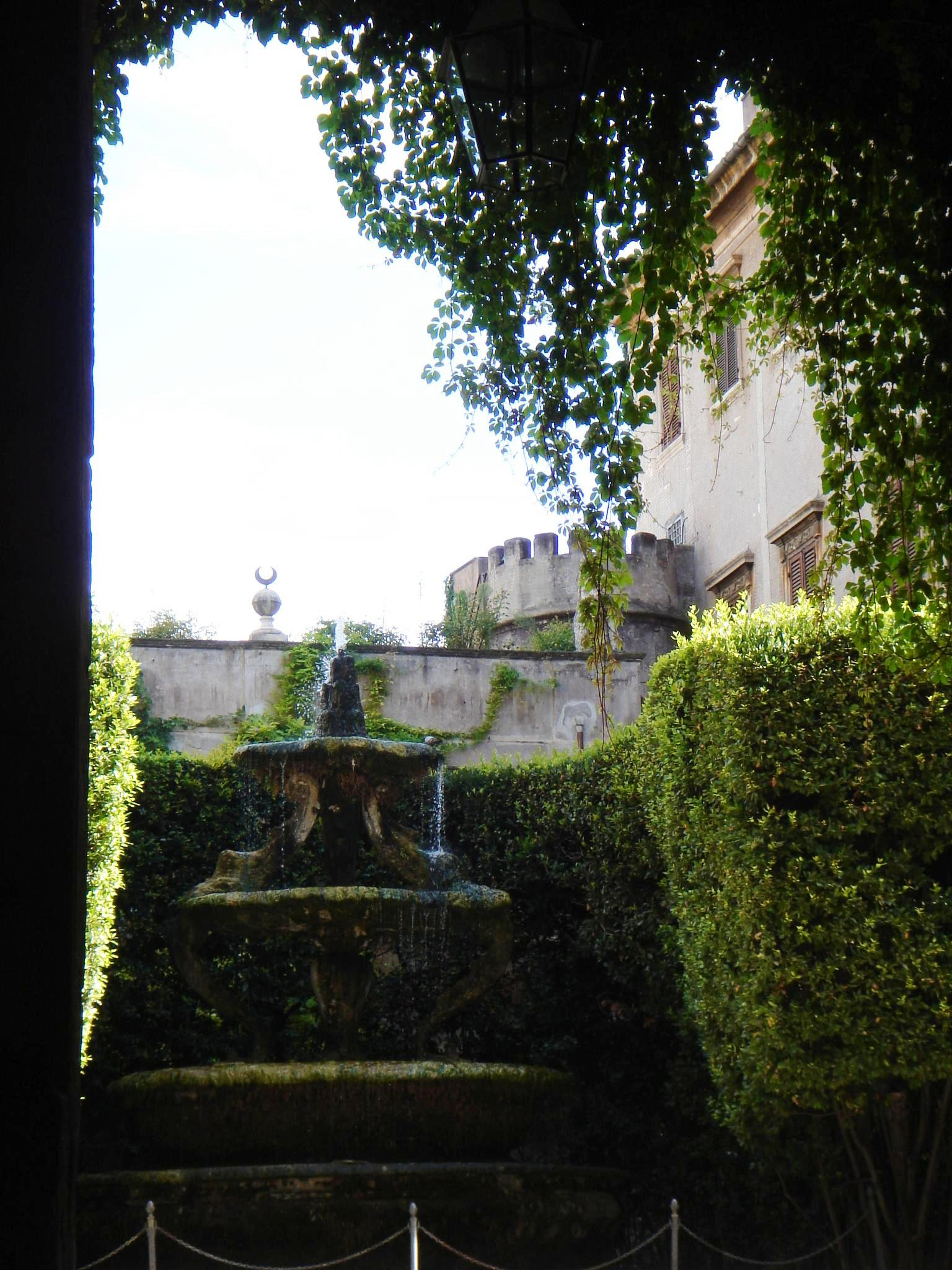
Fontana nel cortile del palazzo di Monte Giordano

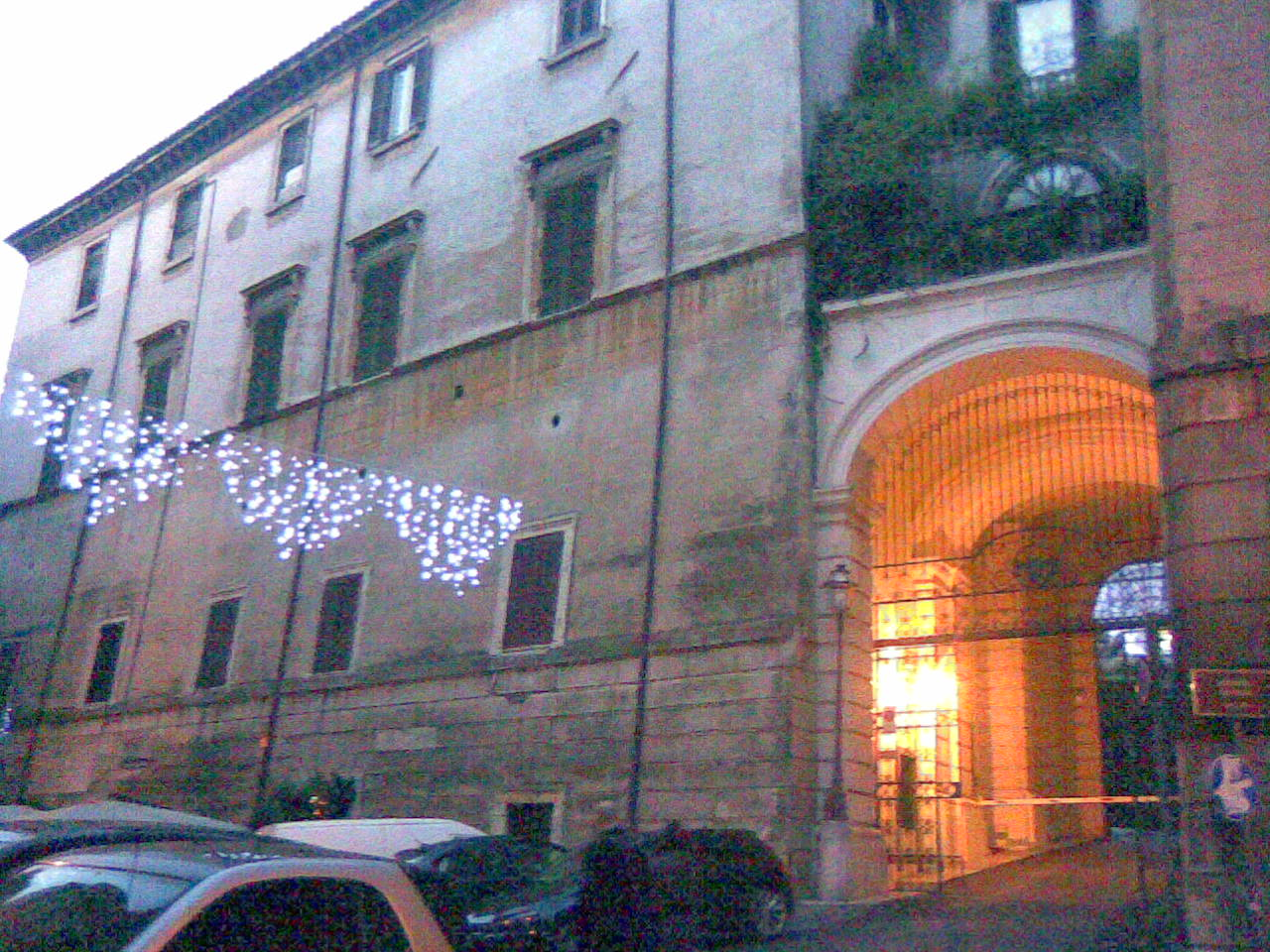
Ingresso del palazzo su via Monte Giordano. Sulla sinistra l'edificio degli Orsini del ramo di Bracciano

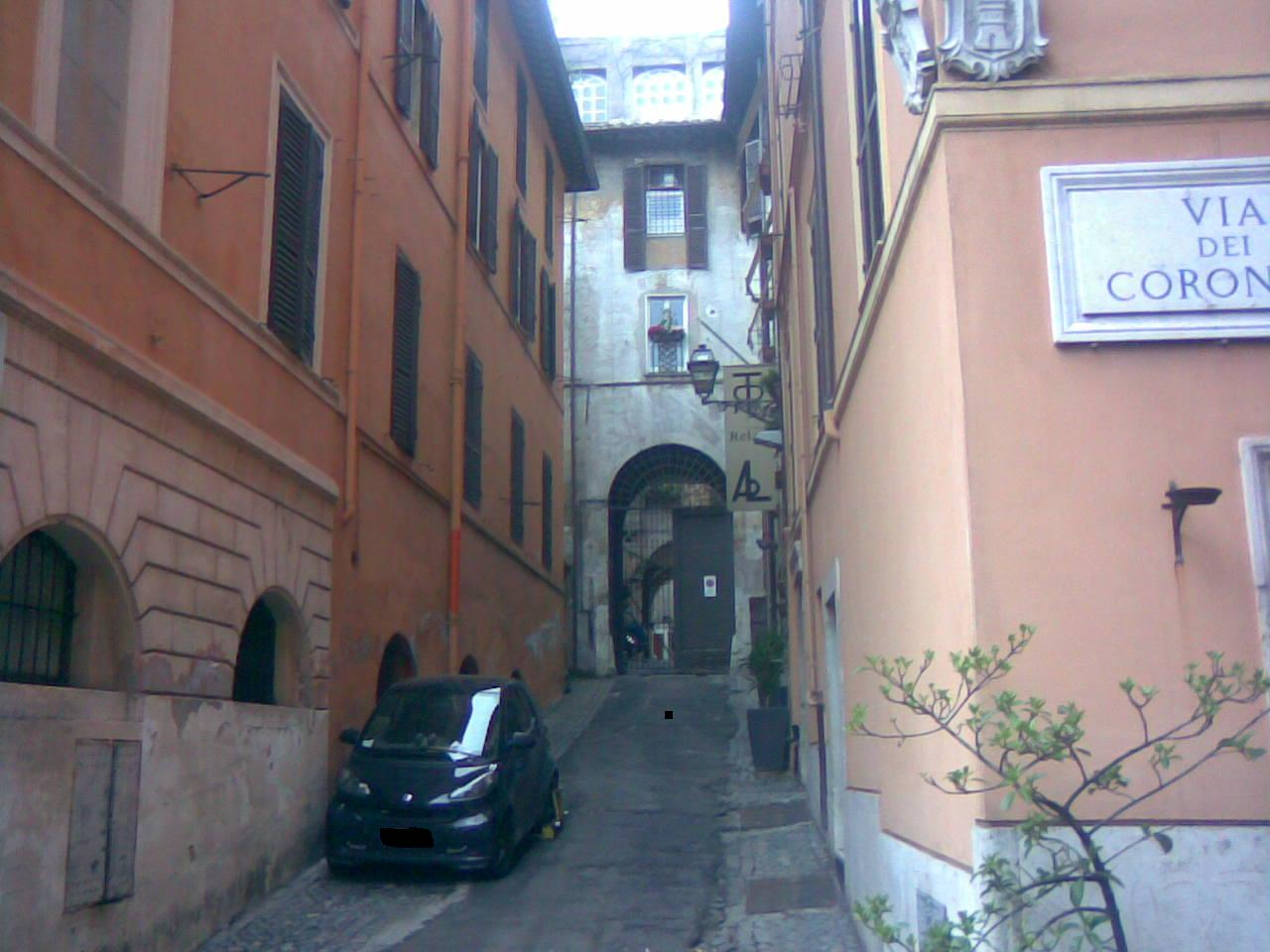
Antico ingresso su via dei Gabrielli

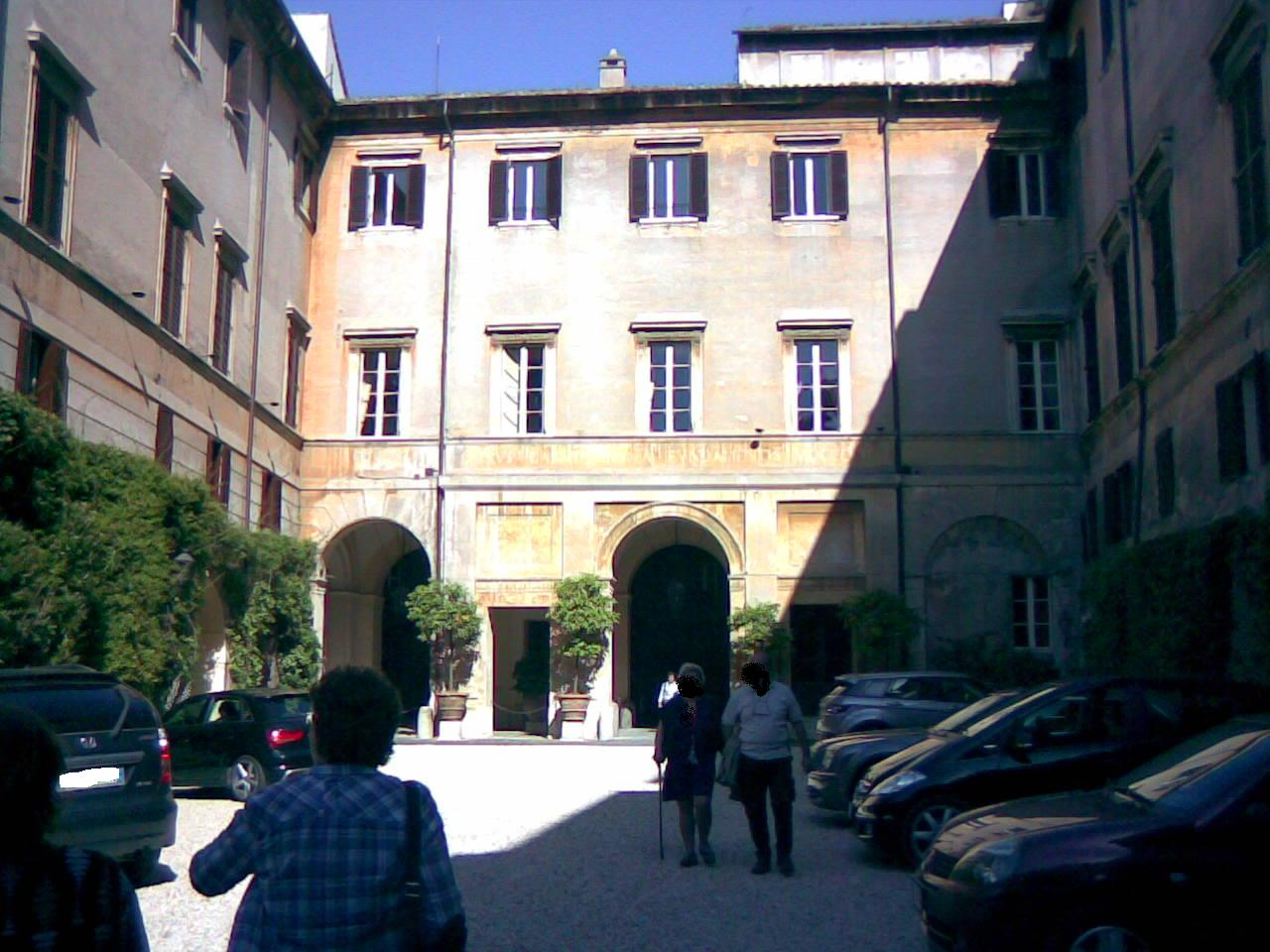
Veduta di parte della corte interna di Monte Giordano

Monte Giordano è una piccola altura posta nel centro di Roma nel rione Ponte, nella Regio nota in passato come Scorteclaria, nei pressi di Ponte Sant'Angelo, formatasi probabilmente per l'accumulo di detriti provenienti dal non lontano antico scalo fluviale della statio marmorum di Tor di Nona. È situata lungo la via omonima, prolungamento della via di Panìco, e prospiciente la via dei Coronari in prossimità di Piazza San Salvatore in Lauro; l'area è altresì delimitata dal vicolo Domizio alla cui confluenza con via dei Coronari è posta la nota Immagine di Ponte, e da via della Vetrina. 
Il sito rivestiva nel Medio Evo notevole valore strategico per essere collocato tra due arterie principali quali la via Recta e a ridosso della via Papalis, così detta essendo la strada che percorreva il Papa nelle Cavalcate di Possesso; quest'ultima oggi nota come via dei Banchi Nuovi e via del Governo Vecchio, percorreva piazza dell'Orologio (già piazza di Monte Giordano), ed insieme a via del Pellegrino costituiva la principale arteria che collegava la città al Vaticano. 
Il palazzo è contraddistinto con il numero 582 nella Pianta o Nuova Topografia di Roma di Giovanni Battista Nolli.
Si vuole che il monte sia citato anche da Dante nel XVIII canto dell'Inferno (28-33).

## Storia
Noto dalla metà del secolo XII come luogo fortificato di proprietà di Johannes Roncionis, detto signore di Raiano sito in territorio Collinense (quasi certamente l'attuale Riano), ancora nella bolla di papa Alessandro III del 1177, ne veniva già attestata la presenza della chiesa di Santa Maria in Monticello appartenente al monastero di S. Elia di Falleri. Nel secolo successivo il monte risultava di proprietà di Stefano Petri de Monte ritenuto della famiglia Stefaneschi che vi possedeva la Turris Maior.

### Gli Orsini
Gli Orsini ne entrarono progressivamente in possesso tra il 1242 e il 1262, divenendone poi gli unici proprietari. Il sito prese nome allora, probabilmente, dal cardinale Giordano (fratello del papa Niccolò III) o da Giordano Senatore di Roma nel 1339. Dallo stesso periodo la località, ormai pienamente di proprietà di alcuni rami della famiglia che vi si erano insediati, fu nota anche come Mons Ursinorum, dalla cui dimora i rami della famiglia presero a distinguersi dagli altri con il nome di Orsini de Monte, rispetto agli Orsini de Campo residenti in Campo de' Fiori e agli Orsini de Ponte residenti in prossimità del vicino Ponte Sant'Angelo o nell'omonimo castello.
La famiglia Orsini vi costruì nei secoli successivi un complesso edilizio fortificato di notevoli dimensioni il cui antico accesso sarebbe stato quello sull'attuale via dei Gabrielli, dove si riunirono le abitazioni dei rami di Bracciano, di Monterotondo e di Pitigliano. L'insieme, costituito così da più edifici distinti, fu tuttavia raramente abitato da membri della famiglia, che preferirono invece darlo in affitto ad ospiti di riguardo.
Nel 1477 il complesso fu sottoposto da membri della famiglia al vincolo di inalienabilità mediante l'istituzione di un fedecommesso e sul finire dello stesso secolo il complesso subì dei crolli nelle sue parti più antiche tanto che l'atrio di Monte Giordano si riempì di pietre e quant'altro era caduto. A causa della posizione assunta da Gentile Virginio Orsini durante la congiura dei Baroni nella notte tra 30 novembre e 1 dicembre 1485 le sue abitazioni a Monte Giordano vennero date alle fiamme; inoltre nei giorni della morte di papa Alessandro VI il complesso fortificato fu saccheggiato e incendiato dalle soldatesche di Cesare Borgia capitanate da Michelotto Corella.
L'edificio dei duchi di Bracciano, aggettante sulla attuale via di Monte Giordano costituì, in particolare, una delle sedi di rappresentanza a Roma (insieme al Palazzo di Monte Cavallo, l'odierno Quirinale) del cardinale Ippolito II d'Este, che vi ospitò, tra gli altri, e a più riprese Bernardo Tasso e il figlio, il celebre Torquato. Il cardinale morì nel palazzo il 2 dicembre 1572 e, vestita di mitra e paramenti violacei, la salma fu esposta nella sala maggiore prima di essere traslata nella Chiesa di Santa Caterina dei Funari il giorno successivo.
Nella seconda metà del secolo XVI e agli inizi del successivo vi furono alcuni tentativi di alienare il complesso o parte di esso da parte di Franciotto Orsini e dei suoi famigliari del ramo di Monterotondo e di Alessandro Orsini del ramo di Bracciano, a cui si oppose anche il papa Clemente VIII con la sospensione del fedecommesso.
Nel 1574 vi vennero ad abitare da Firenze Paolo Giordano Orsini, I duca di Bracciano e uno dei protagonisti del forte indebitamento della famiglia, a causa delle enormi spese di rappresentanza che comportavano la sua posizione sociale, e sua moglie, Isabella de' Medici, che fecero apportare delle modifiche alle stanze di quella che, seppur per breve periodo, fu la loro comune residenza.
Agli inizi del '600 gli eredi del ramo di Bracciano acquisirono l'adiacente edificio del ramo dei conti sovrani di Pitigliano che si erano trasferiti in Toscana, facendolo unire a quello di Bracciano mediante un arco, che sarà rimaneggiato nell'800, esaltando la monumentalità del nuovo accesso al complesso edilizio. Quanto all'edificio del ramo di Monterotondo, feudo ceduto ai Barberini nel 1646, questo era passato con Isabella Orsini per eredità ai conti di Carpegna per passare ai Tanari di Bologna.
Un altro ospite di rilievo fu il cardinale Maurizio di Savoia che, preso in affitto l'edificio a partire dal 1626, per qualche anno ne fece uno dei centri della vita mondana, culturale ed artistica di Roma. Nell'estate del 1637 il palazzo e la piazza antistante furono teatro delle fastose cerimonie organizzate dal cardinale per celebrare l'elezione di Ferdinando III d'Asburgo a imperatore del Sacro Romano Impero.

### L'estinzione degli Orsini di Bracciano e i Gabrielli

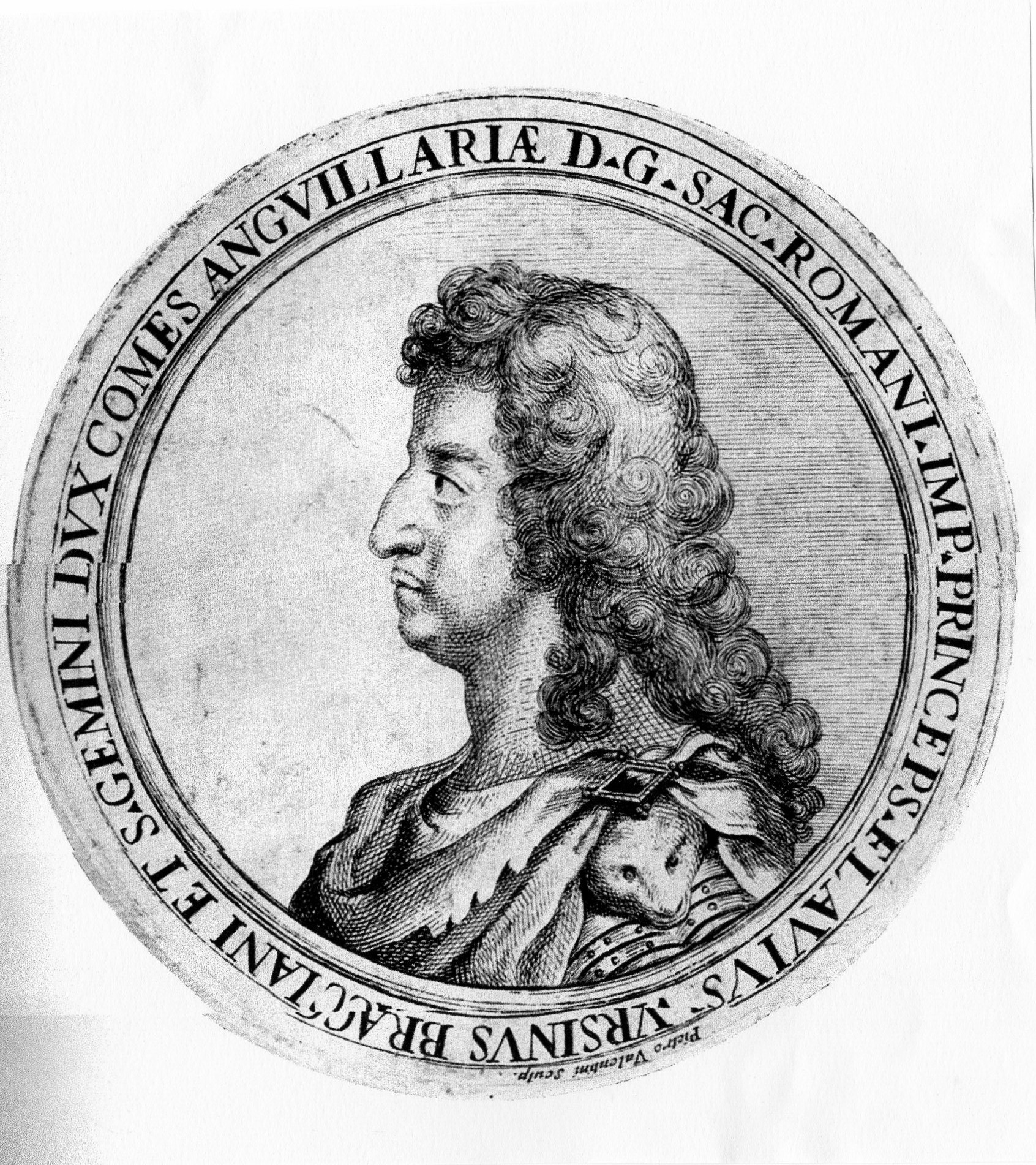
Flavio Orsini

Raccoltasi l'intera proprietà di quanto rimaneva del depauperato asse ereditario, al netto degli ingenti debiti accumulati dai componenti del casato, nelle mani di Don Flavio, ultimo duca di Bracciano e Assistente al Soglio, privo di eredi, questi abitò a Monte Giordano con la seconda moglie, Marie Anne de La Trémoille, la quale non poco contribuì al dissesto finanziario mediante acquisti di opere d'arte (Bronzino, Tintoretto, Tiziano, Veronese, van Dyck e Dürer), mobili di pregio e tappezzerie al fine di arricchire gli ambienti del palazzo che diventò così centro intellettuale e mondano della città.
Il complesso edilizio, nonostante gli inutili tentativi di risanamento finanziario, venne ceduto nel 1688, grazie all'intervento di un Commissario amministratore e della Congregazione dei Baroni, che nel 1696 si occuperà della cessione del ducato di Bracciano agli Odescalchi, ai marchesi romani Pietro e Antonio Gabrielli per 60.000 scudi. La transazione consentì agli Orsini di andare ad abitare nel quattrocentesco Palazzo Orsini a Pasquino presso piazza Navona, già appartenuto al ramo di San Gemini (discendenti da Francesco Orsini Prefetto di Roma), con un vitalizio annuo di 4000 scudi. 

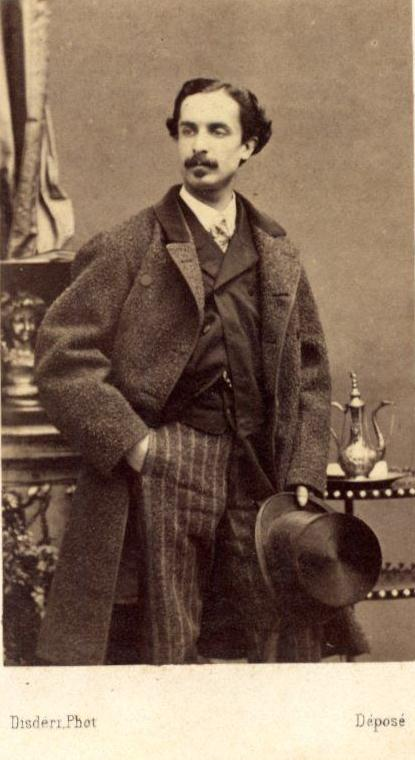
Placido Gabrielli

Insieme al palazzo venne alienata gran parte della ricca collezione d'arte e antichità della famiglia che andò a costituire verso il finire del Seicento, ad opera di Pietro Gabrielli (1660-1734), protonotario apostolico e chierico di camera di Innocenzo XI, la nota collezione, in larga parte dispersa a seguito della condanna dello stesso per eresia e alla conseguente fuga nella Repubblica di Venezia. Suo nipote, anch'egli di nome Pietro (1746-1824), fece restaurare l'insieme, incaricando l'architetto Francesco Rust di realizzare un nuovo braccio per collegare tutti gli edifici, ed affidando nel 1809 a Liborio Coccetti la realizzazione della decorazione interna secondo i canoni del Neoclassicismo e del "neopompeiano", che vi rimase fino al 1816 anno della sua morte. Sospettato di simpatie napoleoniche, Liborio Coccetti visse nel palazzo per alcuni anni, in stato di volontaria reclusione, ospite del principe Pietro Gabrielli, che era stato maire adjoint (vicesindaco) di Roma durante il periodo francese: questo episodio sembra essere all'origine del dramma storico La Tosca di Victorien Sardou e quindi dell'omonima opera lirica di Giacomo Puccini. Successivamente, nel corso dell'Ottocento, i Gabrielli ospitarono nel palazzo alcuni membri della famiglia Bonaparte, tra cui l'imperatrice Eugenia e il cardinale Luciano Luigi, che vi morì nel 1895.

### I Taverna
La proprietà fu poi ceduta, nel 1888, dal principe Placido Gabrielli, figlio di Carlotta Bonaparte principessa di Canino, al conte Rinaldo Taverna, per la somma di 1.800.000 franchi francesi. Il complesso è quindi pervenuto sul finire del XX secolo per via ereditaria ai Gallarati Scotti. 
Dal 1923 per oltre mezzo secolo ha ospitato la Biblioteca della Associazione di Studi Meridionali Giustino Fortunato.

## Dintorni
- Via dei Coronari
- Chiesa di San Salvatore in Lauro
- Palazzo Lancellotti ai Coronari
- Chiesa dei Santi Simone e Giuda (Roma)
- Chiesa di San Simeone Profeta (Roma)
- Palazzo Cesi-Gaddi
- Affreschi di Polidoro da Caravaggio in via della Maschera d'Oro (Palazzo Milesi)
- Lungotevere Tor di Nona
- Ponte Sant'Angelo
- Castel Sant'Angelo
- Chiesa dei Santi Celso e Giuliano
- Palazzo Alberini
- Palazzo del Banco di Santo Spirito
- Chiesa di Santa Maria in Vallicella
- Oratorio dei Filippini
- Archivio Storico Capitolino
- Biblioteca Vallicelliana
- Chiesa di Santa Maria della Pace e Chiostro del Bramante
- Palazzo Gambirasi